# João de Deus & Filhos, S.A
A João de Deus & Filhos, S.A, é uma empresa de sistemas de refrigeração automóvel, fundada em 1914. produzindo nomeadamente radiadores de água, aquecedores e intercoolers, condensadores para ar condicionado, ventiladores para radiador, refrigeradores a óleo, e evaporadores. Esta empresa fornece várias marcas de automóvel, nomeadamente a Volkswagen, Audi, Fiat, Iveco, Mitsubishi, Maserati, Toyota, Seat e Ligier. Emprega um total de 502 trabalhadores.